# پرودرایو پی۲
پرودرایو پی‌۲ (Prodrive P۲) خودرویی است که در سال‌های ۲۰۰۶ (Concept)تولید شده‌است. 
این خودرو در کلاس خودرو اسپورت قرار گرفته، طراحی آن خودرو چهار چرخ محرک بوده ‌است. 